# TEKNIQ
TEKNIQ (tidligere TEKNIQ Arbejdsgiverne) er en arbejdsgiver- og erhvervsorganisation.
Organisationen repræsenterer ca. 4.100 virksomheder indenfor el, vand, varme og metal mv. Organisationen er medlem af Dansk Arbejdsgiverforening.
Organisationen forhandler overenskomst for medlemsvirksomhederne med Dansk Metal, 3F, Dansk Elforbund og Blik- og Rørarbejderforbundet i Danmark. TEKNIQ har endvidere indgået overenskomst eller aftale med HK og Teknisk Landsforbund, ligesom man har aftale med Lederne.
TEKNIQ har kontor i Glostrup og i Odense og 47 lokalforeninger fordelt over hele landet. Formand er Henrik Fugmann, administrerende direktør er Troels Blicher Danielsen.

## Historie
TEKNIQ Arbejdsgiverne var resultatet af en fusion mellem TEKNIQ og Arbejdsgiverne, der fusionerede i marts 2019 og blev til TEKNIQ Arbejdsgiverne. I 2024 skiftede organisationen navn til blot at hedde TEKNIQ. 

### TEKNIQ Installationsbranchen
I efteråret 2001 besluttede de to daværende arbejdsgiverforeninger ELFO (El-installatørernes Organisation) og Dansk VVS at etablere den fælles organisation TEKNIQ. I 2013 fusionerede de tre organisationer endeligt således at det alene var TEKNIQ, der var den fortsættende organisation.

### Arbejdsgiverne
Det tidligere Arbejdsgiverne har rod i dannelsen af de to paraplyorganisationer Jyllands og Østifternes samvirkende smedemesterforeninger i begyndelsen af 1900-tallet. I 1974 blev de sluttet sammen til Dansk Smedemesterforening, der i 2002 skiftede navn til DS Håndværk & Industri. 1. september 2014 ændrede organisationen igen navn til Arbejdsgiverne. 

### Overenskomster
TEKNIQ Arbejdsgiverne er part i en række kollektive overenskomster:
- Elektrikeroverenskomsten indgået mellem Dansk El-Forbund og TEKNIQ Arbejdsgiverne Arkiveret 18. april 2021 hos  Wayback Machine
- El-fagets funktionæroverenskomst Arkiveret 18. april 2021 hos  Wayback Machine
- VVS-overenskomsterne indgået mellem 3F, Dansk Metal, Blik & Rørarbejderforbundet og TEKNIQ Arbejdsgiverne Arkiveret 18. april 2021 hos  Wayback Machine
- Industri- og VVS-overenskomsten indgået mellem 3F, Dansk Metal, Blik- og Rørarbejderforbundet og TEKNIQ Arbejdsgiverne Arkiveret 18. april 2021 hos  Wayback Machine
- HK-installationsoverenskomsten indgået mellem HK/Privat og TEKNIQ Arbejdsgiverne Arkiveret 18. april 2021 hos  Wayback Machine
- HK-overenskomsten indgået mellem HK/Privat og TEKNIQ Arbejdsgiverne (A) (Webside ikke længere tilgængelig)
- Teknisk funktionær-overenskomsten indgået mellem Teknisk Landsforbund og TEKNIQ Arbejdsgiverne (link mangler)

### TEKNIQ Arbejdsgivernes nyhedsmedier
- INSTALLATIONSmedierne
- Industri & Teknik
- Beslagsmede.dk
- smedogteknik.dk Arkiveret 31. oktober 2020 hos  Wayback Machine